# Chemrey
Le monastère de Chemrey ou Chemrey Gompa  est un monastère bouddhiste qui se trouve à 40 km à l'est de Leh, la capitale du Ladakh, (tibétain : གླེ, Wylie : gle, THL : lé་ ; hindî : लेह, translit. iso : lēha), du district du même nom, dans l'État du Jammu-et-Cachemire en Inde.

## Histoire
Le monastère a été fondé en 1664 par le Lama Tagsang Raschen, de l'ordre monastique Drukpa. Il fut érigé pour le mémorial du roi Sengge Namgyal, un fervent bouddhiste, réputé pour son implication dans la construction de monastères, de palais et de sanctuaires au Ladakh. Sengge Namgyal avait été surnommé le « roi Lion », il était un chogyal du Ladakh (Inde) de la dynastie Namgyal. Il a régné de 1616 jusqu'à sa mort à Hanle lors de son retour d'une expédition contre les Mongols, dirigés par le Qoshot Güshi Khan, qui occupaient les provinces tibétaines de l'Ü et du Tsang et qui menaçaient le Ladakh, en (1642).

## Description
Le monastère comprend un certain nombre de sanctuaires, deux salles de réunion (Du-Khang) et un temple de Lama (Lha-Khang). L'attraction principale du monastère est la statue haute d'un étage de Padmasambhava  (littéralement né du lotus, sanskrit : पद्मसम्भव Padmasambhava, traduit en tibétain : པདྨ་འབྱུང་གནས།, Wylie : pad+ma-'byung-gnas (EWTS), pinyin tibétain : bämajungnä ou en chinois traditionnel : 蓮花生 ; pinyin : Liánhuāshēng) qui fut un maître bouddhiste du VIIIe siècle. Une autre grande attraction est l'écriture de 29 volumes  dont les pages sont titrées avec des motifs en argent et dont le texte est écrit en lettres gold, et abrite une précieuse collection de manuscrits. Les réincarnations successives de Lama Tagsang Raschen ont été les titulaires de la Chemrey Gompa du Ladakh, depuis assez longtemps.

## Le festival annuel
Le monastère organise chaque année le festival Chemrey Angchok c'est un lieu de fête des danses sacrées qui se déroule les 28e et le 29e jour du 9e mois du calendrier tibétain. Les danses, lors de ce festival, sont accompagnées par le déroulement d'un rituel initiatique.

## Galerie

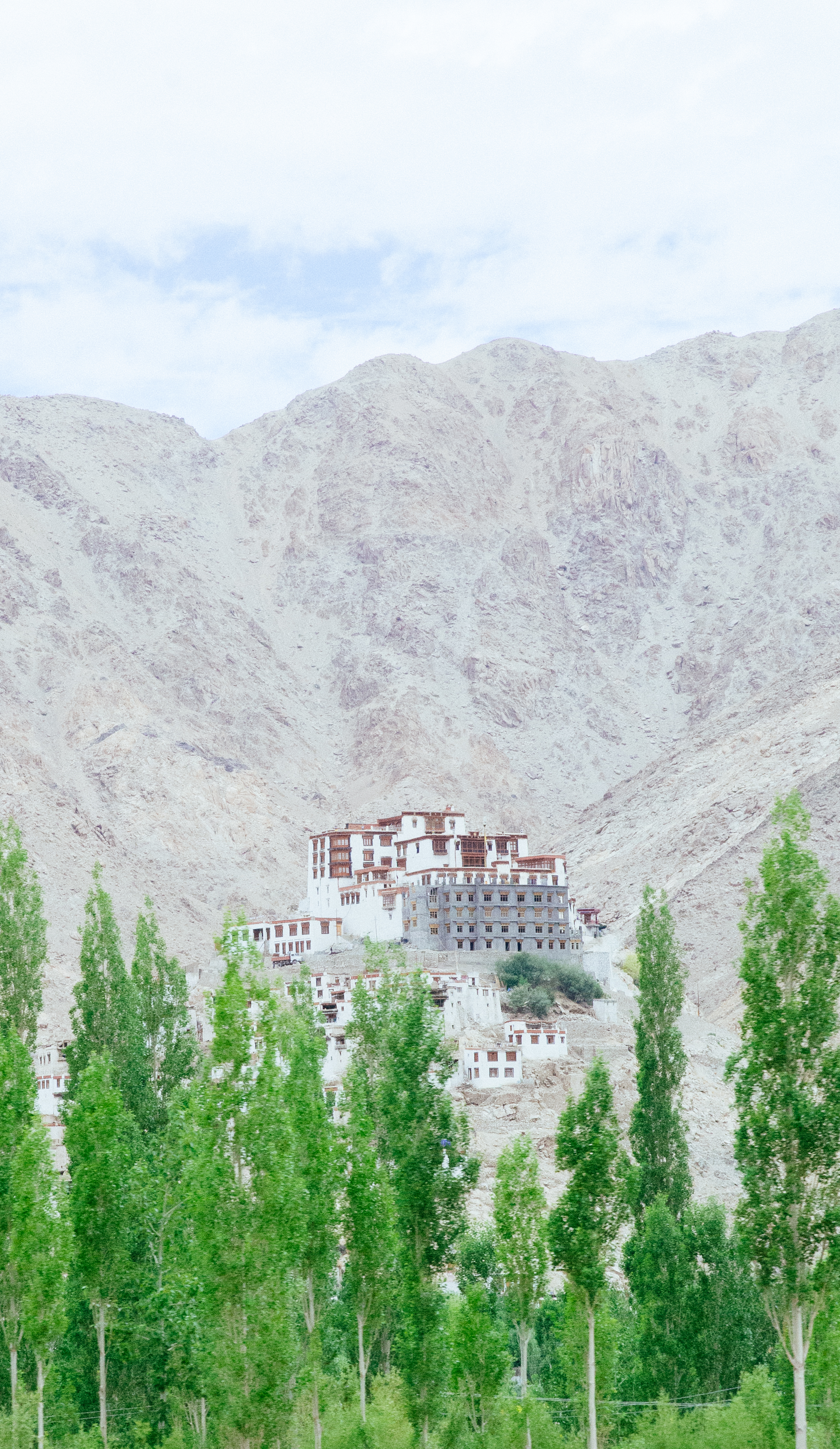
Monastère de Chemrey
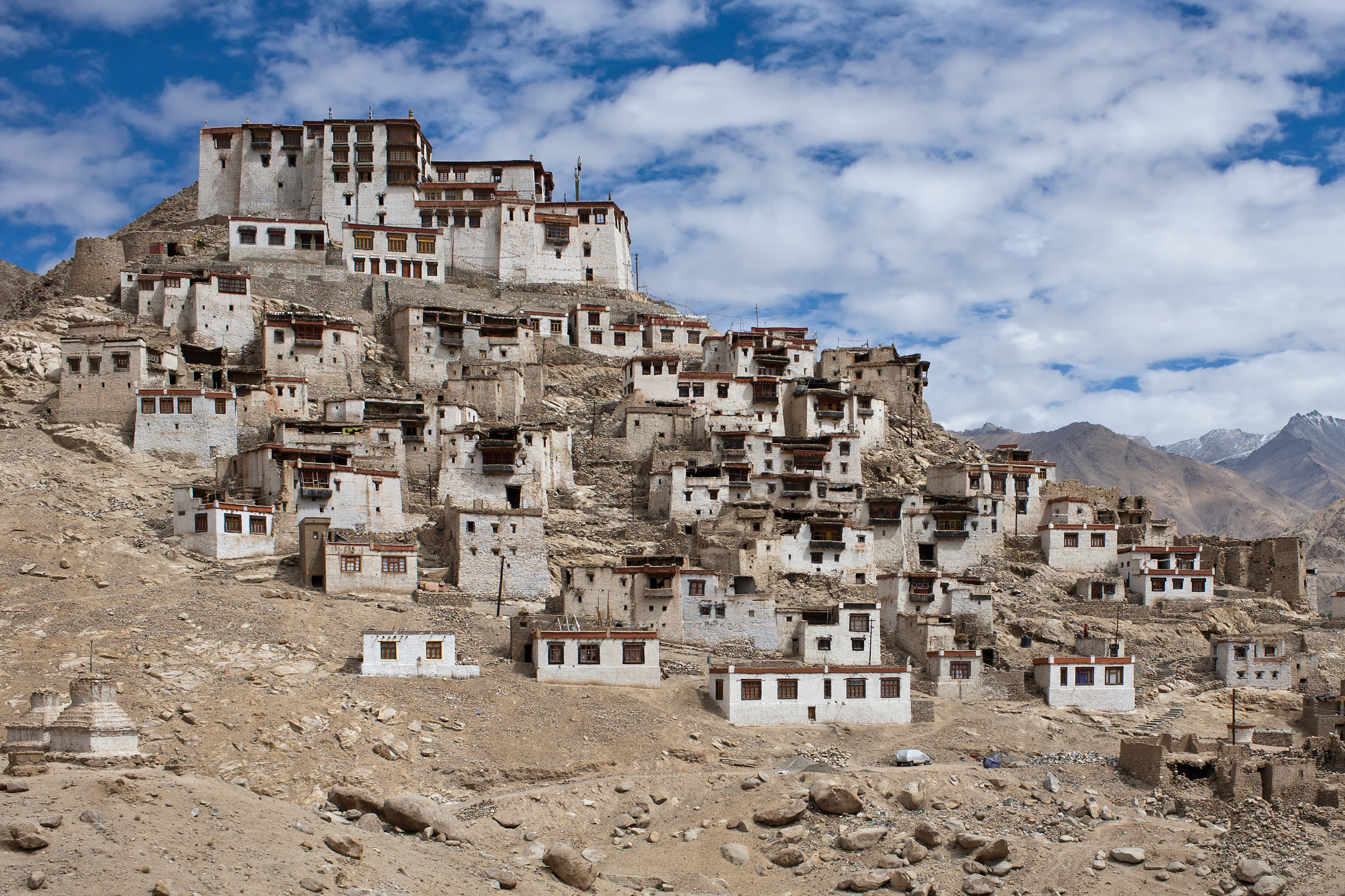
Monastère de Chemrey
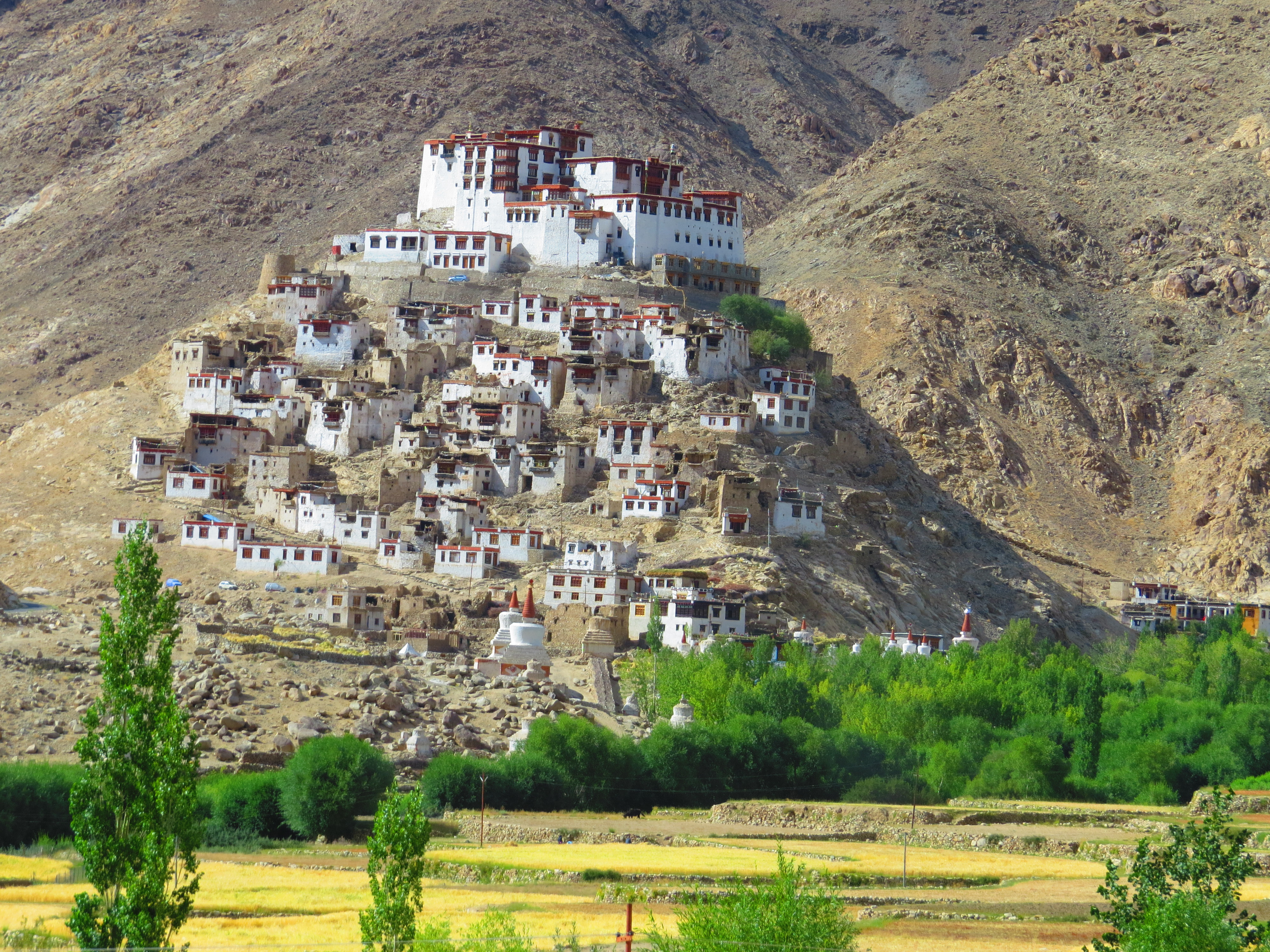
Monastère de Chemrey